# Уайт (округ, Джорджия)
Уа́йт (англ. White County) — округ штата Джорджия, США. Население округа на 2000 год составляло 19 944 человек. Административный центр округа — город Кливленд.

## История
Округ Уайт основан в 1857 году.

## География
Округ занимает площадь 626.8 км2.

## Демография
Согласно Бюро переписи населения США, в округе Уайт в 2000 году проживало 19 944 человек. Плотность населения составляла 31.8 человек на квадратный километр.